# Hosle
Haslum est une agglomération de la municipalité de Bærum , dans le comté d'Akershus, en Norvège.